# HMS Chiddingfold (L31)
HMS Chiddingfold (L31) là một tàu khu trục hộ tống lớp Hunt Kiểu II của Hải quân Hoàng gia Anh Quốc được hạ thủy và đưa ra phục vụ vào năm 1941. Nó đã hoạt động cho đến hết Chiến tranh Thế giới thứ hai, đưa về lực lượng dự bị năm 1946, rồi được chuyển cho Hải quân Ấn Độ năm 1952 và tiếp tục phục vụ như là chiếc INS Ganga (D94) cho đến năm 1975, và bị tháo dỡ sau đó.

## Thiết kế và chế tạo
Chiddingfold thuộc vào số 33 chiếc tàu khu trục lớp Hunt nhóm II, có mạn tàu rộng hơn nhóm I, tạo độ ổn định cho một tháp pháo QF 4 in (100 mm) Mark XVI nòng đôi thứ ba, cũng như cho phép tăng số lượng mìn sâu mang theo từ 40 lên 110.
Chiddingfold được đặt hàng vào ngày 4 tháng 9 năm 1939 cho hãng Scotts Shipbuilding and Engineering Company tại Greenock, Scotland trong Chương trình Chế tạo Khẩn cấp Chiến tranh 1939 và được đặt lườn vào ngày 1 tháng 3 năm 1940. Nó được hạ thủy vào ngày 10 tháng 3 năm 1941 và nhập biên chế vào tháng 10 năm 1941.

## Lịch sử hoạt động

### 1941
Sau khi hoàn tất trang bị và chạy thử máy, Chiddingfold đi đến Scapa Flow vào tháng 11 năm 1941, và được phân công tham gia Chiến dịch Archery, cuộc đột kích vào Lofoten, Na Uy. Nó tham gia chuẩn bị cùng tàu tuần dương hạng nhẹ Kenya (14) và các tàu khu trục Onslow (G17), Offa (G29) và Oribi (G66) từ ngày 22 tháng 12, rồi hộ tống các tàu chở quân đổ bộ Prince Charles (1941) và HMS Prince Leopold khởi hành từ Sullom Voe, Shetland vào ngày 26 tháng 12. Nó trực tiếp tham gia cuộc đổ bộ Lofoten vào ngày hôm sau, nơi nó dẫn trước các tàu đổ bộ tiến vào vũng biển, rồi rút lui an toàn về Spaca Flow cho dù phải chịu đựng hai đợt không kích của máy bay đối phương.

### 1942
Vào ngày 9 tháng 1 năm 1942, Chiddingfold được bố trí cùng tàu khu trục Calpe (L71) để tăng cường bảo vệ cho Hải đội Rải mìn 1 trong chiến dịch rải mìn phía Bắc hàng rào bờ biển phía Đông. Từ đó cho đến cuối năm, nó hoạt động hộ tống vận tải tại Khu vực Tiếp cận phía Tây cho những đoàn tàu đi lại giữa Clyde và Iceland và dọc theo bờ biển phía Đông. Nó được bố trí cùng các tàu khu trục Blankney (L30) và Ledbury (L90) vào ngày 15 tháng 12 để hộ tống Đoàn tàu JW51A trong chặng đầu tiên của hành trình đi sang vịnh Kola, Nga, tách khỏi Đoàn tàu JW51A vào ngày 18 tháng 12, rồi đến ngày 22 tháng 12 lại cùng Blankney và Ledbury hộ tống Đoàn tàu JW51B tiếp nối đi sang phía Bắc Liên Xô, tách khỏi Đoàn tàu JW51A vào ngày 25 tháng 12.

### 1943
Chiddingfold tiếp tục nhiệm vụ hộ tống vận tải dưới quyền các Bộ chỉ huy Orkney và Shetland cho đến tháng 6 năm 1943, khi nó đi đến Middlesbrough để được tái trang bị tại một xưởng tàu dân sự từ ngày 16 tháng 6. Nó được trang bị radar kiểm soát hỏa lực phòng không Kiểu 285 và radar cảnh báo trên không Kiểu 291. Sau khi hoàn tất chạy thử máy sau sửa chữa vào ngày 21 tháng 8, nó được điều sang Đội khu trục 59 để hoạt động tại Địa Trung Hải, đi đến Malta và tham gia cùng các tàu khu trục Bicester (L34), Oakley (L98) và Zetland (L59) trong nhiệm vụ tuần tra và hộ tống vận tải tại Malta. Đến tháng 10, nó được bố trí hoạt động tại khu vực Trung Địa Trung Hải, hộ tống các đoàn tàu vận tải đi từ các cảng Bắc Phi sang Ý cũng như tuần tra dọc bờ biển Dalmatia thuộc Croatia ngăn chặn các tàu phóng lôi E-boat Đức. Nhiệm vụ này kéo dài cho đến tháng 6 năm 1944.

### 1944
Chiddingfold được điều sang Chi hạm đội Khu trục 22 đặt căn cứ tại Malta vào tháng 6 năm 1944, tham gia cùng các tàu chị em Exmoor (L08), Catterick (L81), Ledbury (L90), Liddesdale (L100), Tetcott (L99) và Wheatland (L122) để tiếp nối nhiệm vụ tuần tra và hộ tống vận tải hỗ trợ các chiến dịch tại Ý.

### 1945
Vào ngày 1 tháng 3 năm 1945, Chiddingfold tham gia cùng các tàu khác bắn phá các mục tiêu trên bờ tại Genoa, Ý để hỗ trợ cho cuộc tấn công trên bộ. Nó được điều động quay trở về vùng biển nhà vào ngày 3 tháng 3, gia nhập Chi hạm đội Khu trục 16 đặt căn cứ tại Harwich, làm nhiệm vụ hộ tống vận tải tại khu vực cửa sông Scheldt, tuần tra ngăn chặn các hoạt động rải mìn của tàu ngầm và tàu E-boat đối phương, cũng như tuần tra chống tàu ngầm trong phạm vi Bộ chỉ huy Nore.
Sau khi xung đột kết thúc tại Châu Âu, Chiddingfold được đề nghị cử sang hoạt động tại Viễn Đông, nên nó quay về một xưởng tàu thương mại tại Thames để tái trang bị, và công việc đại tu bắt đầu từ ngày 29 tháng 5. Công việc hoàn tất vào ngày 2 tháng 7, con tàu chạy thử máy sau đại tu và chuyển sang Địa Trung Hải để thực hành, dưới quyền chỉ huy của hạm trưởng mới, Thiếu tá Hải quân F. G. Woods. Con tàu đi qua ngã kênh đào Suez, Hồng Hải và Ấn Độ Dương để gia nhập Chi hạm đội Khu trục 18 trực thuộc Hạm đội Viễn Đông, nhưng nó chỉ gia nhập hạm đội tại Ceylon vài ngày trước khi Nhật Bản chấp nhận đầu hàng vào ngày 15 tháng 8.

### Sau chiến tranh
Chiddingfold cùng Chi hạm đội Khu trục 18 được cử đến Singapore làm nhiệm vụ chiếm đóng và giải giới lực lượng Đế quốc Nhật Bản, và sau khi hoàn tất đã quay trở lại Trincomalee, Ceylon, trước khi được quyết định sẽ đưa về thành phần dự bị. Nó khởi hành từ Trincomalee vào tháng 10 để quay trở về Anh, và về đến Portsmouth vào ngày 16 tháng 11; con tàu được cho ngừng hoạt động vào ngày 25 tháng 3, 1946. Nó được chuyển sang Hạm đội dự bị tại Harwich năm 1950 và tiếp tục ở lại đây cho đến năm 1952, đang khi có sự thương lượng để chuyển giao con tàu cho Ấn Độ thuê.

### INSGanga(D94)
Thỏa thuận chuyển giao Chiddingfold cho Hải quân Ấn Độ thuê được công bố vào ngày 17 tháng 6, 1952. Con tàu được tái trang bị bởi xưởng tàu của hãng Messrs Crichton tại Liverpool, vốn hoàn tất vào tháng 6, 1953. Nó được đặt tên INS Ganga (D94) vào ngày 27 tháng 11, 1952, tên được đặt theo sông Hằng tại Ấn Độ, và chính thức nhập biên chế cùng Hải quân Ấn Độ vào ngày 18 tháng 6, 1953. Cùng được chuyển giao cho Ấn Độ còn có thêm hai tàu khu trục lớp Hunt khác là Lamerton (L88) và HMS Bedale, vốn được đổi tên thành INS Gomati (D93) và INS Godaveri (D92) tương ứng, hình thành nên Hải đội Khu trục 22 của Ấn Độ.
Thỏa thuận cho thuê được gia hạn vào tháng 8, 1956, và cuối cùng con tàu được bán cho Ấn Độ vào tháng 4, 1958. Nó phục vụ trong vai trò tàu huấn luyện cho đến năm 1975, khi nó bị loại bỏ và bị bán để tháo dỡ.